# Ієрархічні та рекурсивні запити в SQL
Ієрархічний запит — тип запиту SQL, що обробляє ієрархічну модель даних. Вони є особливим випадком загальніших рекурсивних нерухомих запитів, які обчислюють транзитивні замикання.
У стандарті SQL:1999 ієрархічні запити реалізовані шляхом рекурсивних загальних табличних виразів (ЗТВ). На відміну від більш ранніх умов connect-by в Oracle, рекурсивні ЗТВ було розроблено з нерухомою семантикою від початку. Рекурсивні ЗТВ зі стандарту були відносно близькі до наявної реалізації в IBM DB2 версії 2. Рекурсивні ЗТВ також підтримуються Microsoft SQL Server (починаючи з SQL Server 2008 R2), Firebird 2.1, PostgreSQL 8.4+, SQLite 3.8.3+, IBM Informix версії 11.50+, CUBRID, MariaDB 10.2+ і MySQL 8.0.1+. Tableau має документацію, що описує, як ЗТВ можуть використовуватися. TIBCO Spotfire не підтримує ЗТВ, тоді як реалізації Oracle 11g Release 2 бракує нерухомої семантики.
Без загальних табличних виразів або умов connected-by можливо досягти ієрархічних запитів за допомогою користувацьких рекурсивних функцій.

## Загальний табличний вираз
Загальний табличний вираз, або ЗТВ (в SQL) — тимчасовий іменований результатний набір, що походить із простого запиту та визначений усередині області виконання інструкції SELECT, INSERT, UPDATE чи DELETE.
ЗТВ можна вважати альтернативами похідним таблицям (підзапитам), розрізам і вбудованим користувацьким функціям.
Загальні табличні вирази підтримуються Teradata, DB2, Firebird, Microsoft SQL Server, Oracle (з рекурсією, починаючи з 11g release 2), PostgreSQL (починаючи з 8.4), MariaDB (починаючи з 10.2), MySQL (починаючи з 8.0), SQLite (починаючи з 3.8.3), HyperSQL і H2 (експериментально). Oracle називає ЗТВ «підзапитним факторингом» (англ. subquery factoring).
Синтаксис для рекурсивного ЗТВ виглядає наступним чином:
```
WITH
 
[
RECURSIVE
]
 
запит
_with
 
[,
 
…
]

SELECT
 
…

```

де синтаксисом запит_with є:
```
назва
_запиту
 
[
 
(
назва
_колонки
 
[,
 
…
])
 
]
 
AS
 
(
SELECT
 
…
)

```

Рекурсивні ЗТВ (або «рекурсивний підзапитний факторинг» у жаргоні Oracle) можуть використовуватися для обходу відношень (як графів або дерев), хоча синтаксис набагато більше залучений через відсутність створених автоматичних псевдо-колонок (як LEVEL нижче); якщо вони є бажаними, то їх слід створити в коді. Навчальні приклади див. у документації MSDN або IBM.
Ключове слово RECURSIVE зазвичай не є необхідним після WITH у системах, крім PostgreSQL.
В SQL:1999 рекурсивний (ЗТВ) запит може з'являтися будь-де, де дозволено запит. Можливо, наприклад, назвати результат за допомогою CREATE [RECURSIVE] VIEW. За допомогою ЗТВ усередині INSERT INTO можна наповнити таблицю даними, згенерованими з рекурсивного запиту; генерація випадкових даних можлива з використанням цієї техніки без використання жодних процедурних інструкцій.
Деякі бази даних на кшталт PostgreSQL підтримують скорочений формат CREATE RECURSIVE VIEW, який внутрішньо перекладається в кодування WITH RECURSIVE.
Прикладом рекурсивного запиту, що обчислює факторіал чисел від 0 до 9, є наступне:
```
WITH
 
RECURSIVE
 
temp
 
(
n
,
 
fact
)
 
AS

(
SELECT
 
0
,
 
1
 
-- Початковий підзапит

  
UNION
 
ALL

 
SELECT
 
n
 
+
 
1
,
 
(
n
 
+
 
1
)
 
*
 
fact
 
-- Рекурсивний підзапит

  
FROM
 
temp

 
WHERE
 
n
 
<
 
9
)

SELECT
 
*
 
FROM
 
temp
;

```

## CONNECT BY
Альтернативним синтаксисом є нестандартна конструкція CONNECT BY; її було впроваджено Oracle у 1980-х. До Oracle 10g конструкція була корисною тільки для обходу ациклічних графів, оскільки вона повертала помилку при виявленні будь-яких циклів; у версії 10g Oracle впровадила можливість NOCYCLE (та ключове слово), уможливлюючи роботу з обходу і за наявності циклів.
CONNECT BY підтримується EnterpriseDB, Oracle Database, CUBRID, IBM Informix і DB2, хоча тільки, якщо його увімкнено як режим сумісності. Синтаксис виглядає наступним чином:
```
SELECT
 
список
_вибірки

FROM
 
табличний
_вираз

[
 
WHERE
 
…
 
]

[
 
START
 
WITH
 
початковий
_вираз
 
]

CONNECT
 
BY
 
[
NOCYCLE
]
 
{
 
PRIOR
 
дочірній
_вираз
 
=
 
батьківський
_вираз
 
|
 
батьківський
_вираз
 
=
 
PRIOR
 
дочірній
_вираз
 
}

[
 
ORDER
 
SIBLINGS
 
BY
 
колонка
1
 
[
 
ASC
 
|
 
DESC
 
]
 
[,
 
колонка
2
 
[
 
ASC
 
|
 
DESC
 
]
 
]
 
…

[
 
GROUP
 
BY
 
…
 
]

[
 
HAVING
 
…
 
]

…

```

Наприклад,
Виведення з вищенаведеного запиту виглядатиме як:
```
 level |  працівник  | empno | менеджер
-------+-------------+-------+----------
     1 | KING        |  7839 |
     2 |   JONES     |  7566 |    7839
     3 |     SCOTT   |  7788 |    7566
     4 |       ADAMS |  7876 |    7788
     3 |     FORD    |  7902 |    7566
     4 |       SMITH |  7369 |    7902
     2 |   BLAKE     |  7698 |    7839
     3 |     ALLEN   |  7499 |    7698
     3 |     WARD    |  7521 |    7698
     3 |     MARTIN  |  7654 |    7698
     3 |     TURNER  |  7844 |    7698
     3 |     JAMES   |  7900 |    7698
     2 |   CLARK     |  7782 |    7839
     3 |     MILLER  |  7934 |    7782
(14 рядків)
```

### Псевдо-колонки
- LEVEL
- CONNECT_BY_ISLEAF
- CONNECT_BY_ISCYCLE
- CONNECT_BY_ROOT

### Унарні оператори
Наступний приклад повертає прізвище кожного працівника у відділі 10, кожного менеджера над цим працівником в ієрархії, кількість рівнів між менеджером і працівником і шлях між ними:
```
SELECT
 
ename
 
"Працівник"
,
 
CONNECT_BY_ROOT
 
ename
 
"Менеджер"
,

       
LEVEL
 
-
 
1
 
"Довжина шляху"
,
 
SYS_CONNECT_BY_PATH
(
ename
,
 
'/'
)
 
"Шлях"

FROM
 
emp

WHERE
 
LEVEL
 
>
 
1
 
and
 
deptno
 
=
 
10

CONNECT
 
BY
 
PRIOR
 
empno
 
=
 
mgr

ORDER
 
BY
 
"Працівник"
,
 
"Менеджер"
,
 
"Довжина шляху"
,
 
"Шлях"
;

```

### Функції
- SYS_CONNECT_BY_PATH